# Раббан Саума

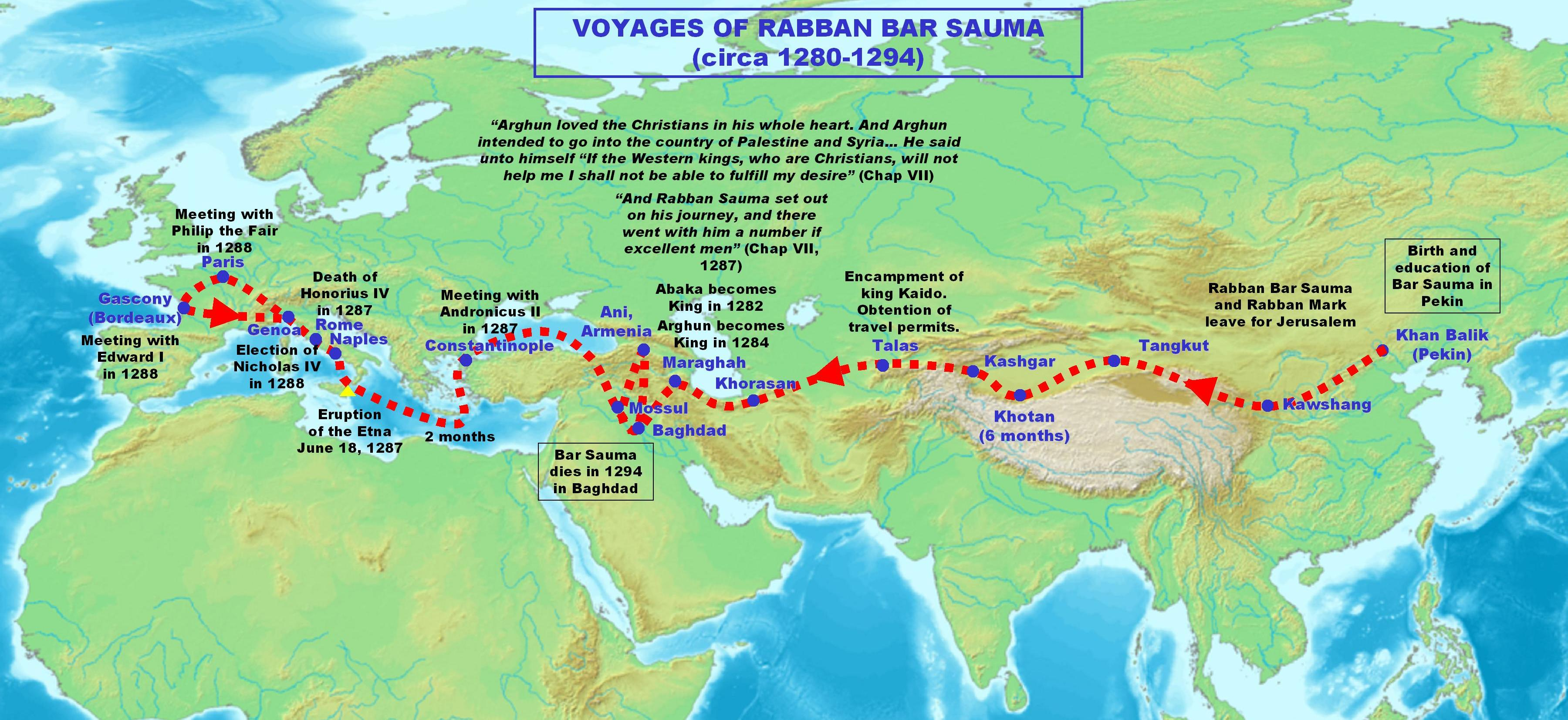
Карта путешествий Раббана Саумы

Раббан Саума ( сир. бар саума — «сын поста», сир. раббан — «учитель») (ок. 1220, Ханбалык — 1294, Марага) — несторианский монах, посол на службе ильханов Ирана; единственный уроженец Монгольской империи, оставивший описание своих путешествий по Европе. Его называют уйгурским Марко Поло.

## Паломничество на Запад
Раббан Саума родился в столице Монгольской империи Ханбалык (ныне — Пекин) в семье несторианского клирика Шебана. По всей видимости, он был уйгуром. Уже к 20 годам Саума принял постриг. Около 1278 года Раббан Саума со своим учеником Марком отправился в паломничество в Иерусалим. Они пересекли страну тангутов, посетили оазисы Кашгар и Хотан, проехали через Талас и Хорасан, побывали в Ани в Грузию и Мосуле. Узнав о боевых действиях в Сирии и об опасностях, подстерегающих их на пути в Святую землю, они отклонились от предписанного маршрута в сторону Персии, находившейся тогда под владычеством монгольских ильханов из династии Хулагуидов.
Патриарх Ассирийской церкви Востока Мар Дынха радушно принял посланцев Хубилая, но просил их ходатайствовать перед Абака-ханом о подтверждении его сана. В 1281 году патриарх скончался, и спутник Саумы Марк был избран патриархом под именем Мар Ябалаха III. Путешественники отправились в Тебриз для подтверждения избрания со стороны ильхана, но тот умер до их приезда. Аргун-хан, вступивший на престол в 1284 году, подумывал о заключении союза с папой римским и христианскими правителями Европы с целью совместных действий против мамлюков в Сирии. Для посольства в Европу ему были нужны христиане, и по совету новоизбранного патриарха он выбрал престарелого уйгура своим посланцем в Рим.

## Дипломатическая миссия в Европу
В 1287 году Раббан Саума, сопровождаемый генуэзцем Фомой и толмачом Угето, на 30 верблюдах двинулся на запад в сторону Трапезунда. Аргун-хан снабдил его письмами к византийскому императору, папе римскому и ряду европейских монархов. По достижении Трапезунда посольство село на корабль и добралось морем до Константинополя, где Раббан Саума был удостоен аудиенции у императора Андроника II Палеолога. Судя по его запискам, неизгладимое впечатление на выходца из Монголии произвела красота Собора Св. Софии.
После Константинополя Раббан Саума вновь поднялся на палубу корабля и отплыл в сторону Италии. Проплывая мимо Сицилии, он стал очевидцем извержения вулкана Этна (18 июня 1287 года) и морского сражения между Карлом II Анжуйским и Хайме Арагонским (см. Сицилийская вечерня). По прибытии в Рим он узнал о кончине папы Гонория IV и после кратких переговоров с кардиналами и посещения Собора Св. Петра направился через Флоренцию и Геную в Париж. Перезимовав в Генуе, он провёл целый месяц при дворе короля Филиппа Красивого, пытаясь расположить его в пользу союза с ильханом.
Покинув пределы Французского королевства, Раббан Саума проехал в Аквитанию, где (вероятно, в Бордо) ему удалось встретиться с английским королём Эдуардом I. Когда он вернулся в Рим, папой был избран Николай IV, принявший его весьма благосклонно и дозволивший причаститься святых тайн. Он вручил путешественнику драгоценную тиару, которую тот по возвращении в Багдад в 1288 году преподнёс патриарху Марку.

## Заключение
По-видимому, по возвращении в Багдад Раббан Саума составил описание своих путешествий. Аргун-хан между тем направил в Европу новое дипломатическое посольство во главе с генуэзцем Бускарелло де Гизольфи, на что папа ответил направлением в Китай знаменитого посольства Иоанна Монтекорвинского. На исходе жизни Саума обосновался в городе Мараге, где и скончался в 1294 году.